# Chicas Malas
Chicas Malas è il quarto album della cantante spagnola Mónica Naranjo. L'album è stato pubblicato nel 2001.

## Tracce
1. Chicas malas
2. No voy a llorar
3. De qué me sirve ya
4. No puedo seguir
5. Yo vivo en ti
6. Libérame
7. Hotline
8. Lágrimas de escarcha
9. Sacrificio
10. No cambies nunca
11. Ain't it better like this